# Elijah Muhammad
Elijah Muhammad (nacido Elijah Robert Poole; 7 de octubre de 1897-25 de febrero de 1975) fue un líder religioso estadounidense, separatista negro y autoproclamado Mensajero de Alá que dirigió la Nación del Islam (NOI) desde 1933 hasta su muerte en 1975.Elijah Muhammad fue también el maestro y mentor de Malcolm X, Louis Farrakhan, Muhammad Ali y su hijo, Warith Deen Mohammed.
En la década de 1930, Muhammad estableció formalmente la Nación del Islam, un movimiento religioso que se originó bajo el liderazgo y las enseñanzas de Wallace Fard Muhammad y que promovía el poder negro, el orgullo, el empoderamiento económico y la separación racial. Elijah Muhammad enseñó que el Maestro Fard Muhammad es el Hijo del Hombre de la Biblia, y tras la desaparición de Fard en 1934, Muhammad asumió el control del antiguo ministerio de Fard, cambiando formalmente su nombre por el de Nación del Islam.

## Biografía
Elijah Muhammad nació como Elijah Robert Poole en Sandersville (Georgia), el 7 de octubre de 1897, el séptimo de los trece hijos de William Poole Sr. (1868-1942), un bautista predicador laico y aparcero y Mariah Hall (1873-1958), ama de casa y aparcera.
La educación de Elijah terminó en cuarto grado, tras lo cual se puso a trabajar en aserraderos y ladrilleras. Cuando tenía dieciséis años, se marchó de casa y empezó a trabajar en fábricas y otros negocios.
Elijah se casó con Clara Evans (1899-1972) el 7 de marzo de 1917.  En 1923, la familia Poole fue una de los cientos de miles de familias negras que formaron la Primera Gran Migración abandonando el opresivo y económicamente problemático Sur en busca de seguridad y empleo. Elijah contó más tarde que, antes de cumplir los 20 años, había presenciado el linchamiento de tres hombres negros a manos de blancos. Dijo: "He visto suficiente brutalidad del hombre blanco como para que me dure 26.000 años".
Trasladando a su propia familia, padres y hermanos, Elijah y los Pooles se establecieron en el norte industrial de Hamtramck (Míchigan). Durante las décadas de 1920 y 1930, luchó por encontrar y mantener un trabajo, ya que la economía se resintió durante las épocas posteriores a la Primera Guerra Mundial y la Gran Depresión. Durante sus años en Detroit, Elijah y Clara tuvieron ocho hijos, seis niños y dos niñas.

## Conversión y ascenso al liderazgo
Durante su estancia en Detroit, Poole empezó a participar en varios movimientos nacionalistas negros de la ciudad. En agosto de 1931, a instancias de su esposa, Elijah Poole asistió a un discurso sobre el Islam y el empoderamiento negro pronunciado por Wallace Fard Muhammad (Wallace D. Fard). Después, Poole dijo que se acercó a Fard y le preguntó si era el "Mahdi" (redentor), Fard respondió que sí, pero que aún no había llegado su hora. Fard enseñó que los negros, como asiáticos originales, tenían una rica historia cultural que les fue robada en su esclavitud. Fard afirmaba que los afroamericanos podían recuperar sus libertades mediante la independencia y el cultivo de su propia cultura y civilización. Poole, que tenía una gran conciencia de los problemas tanto de raza como de clase como resultado de sus luchas en el Sur, enseguida se sintió identificado con la ideología de Fard. Poole pronto se convirtió en un ferviente seguidor de Fard y se unió a su movimiento, al igual que su esposa y varios hermanos. Poco después, Poole recibió un apellido musulmán, primero «Karriem», y más tarde, a instancias de Fard, «Muhammad». Asumió el liderazgo del Templo de la Nación nº 2 en Chicago. Su hermano menor Kalot Muhammad se convirtió en el líder del brazo de autodefensa del movimiento, el Fruto del Islam.
Fard cedió el liderazgo del creciente grupo de Detroit a Elijah Muhammad, y el Templo del Islam de Alá cambió su nombre por el de Nación del Islam. Elijah Muhammad y Wallace Fard siguieron comunicándose hasta 1934, cuando Wallace Fard desapareció. Elijah Muhammad le sucedió en Detroit y fue nombrado «Ministro del Islam». Después de la desaparición, Elijah Muhammad dijo a sus seguidores que Alá había venido como Wallace Fard, en carne y hueso, para compartir sus enseñanzas que son una salvación para sus seguidores.
En 1934, la Nación del Islam publicó su primer periódico, Final Call to Islam, para educar y aumentar el número de miembros.  Los hijos de sus miembros asistían a clases en la recién creada Universidad del Islam Muhammad, pero esto pronto dio lugar a impugnaciones por parte del Consejos de educación de Detroit y de Chicago, que consideraban a los niños truhanes del sistema escolar público. La polémica llevó al encarcelamiento de varios miembros de la junta de la Universidad del Islam y de Elijah Muhammad en 1934 y a violentos enfrentamientos con la policía.

## Liderazgo de la Nación del Islam
Elijah Muhammad tomó el control del Templo nº 1, pero sólo después de batallas con otros líderes potenciales, incluido su hermano. En 1935, cuando estas batallas se hicieron cada vez más feroces, Elijah abandonó Detroit y estableció a su familia en Chicago. Aún enfrentándose a amenazas de muerte, Elijah dejó allí a su familia y viajó a Milwaukee, Wisconsin, donde fundó el Templo nº 3, y finalmente a Washington D. C., donde fundó el Templo nº 4. Pasó gran parte de su tiempo leyendo 104 libros sugeridos por Wallace Fard en la Biblioteca del Congreso.
El 8 de mayo de 1942, Elijah Muhammad fue detenido por no inscribirse en la el servicio militar obligatorio durante la Segunda Guerra Mundial. Tras quedar en libertad bajo fianza, Muhammad huyó de Washington D. C., por consejo de su abogado, que temía un linchamiento, y regresó a Chicago tras siete años de ausencia. Muhammad fue detenido allí, acusado de ocho cargos de sedición por instruir a sus seguidores para que no se inscribieran en el servicio militar obligatorio ni sirvieran en las fuerzas armadas. Absuelto de sedición, pero declarado culpable de evasión del servicio militar, Elijah Muhammad pasó cuatro años en prisión, de 1942 a 1946, en la Institución Correccional Federal de Milan (Míchigan). Durante ese tiempo, su esposa, Clara, y ayudantes de confianza dirigieron la organización; Muhammad transmitía sus mensajes y directrices a sus seguidores por carta.
Tras su regreso a Chicago, Elijah Muhammad quedó firmemente al frente de la Nación del Islam. Mientras Muhammad estuvo en prisión, el crecimiento de la Nación del Islam se había estancado, con menos de 400 miembros en el momento de su liberación en 1946. Sin embargo, gracias a la conversión de sus compañeros de prisión y a sus renovados esfuerzos fuera de la cárcel, pudo redoblar sus esfuerzos y continuar haciendo crecer la Nación.
Mahoma predicaba su propia versión del islam a sus seguidores de la Nación. Según él, los negros eran los seres humanos "originales", mientras que los blancos "malvados" eran una raza descendiente que oprimiría a los negros durante 6.000 años. Los orígenes de la raza blanca llegarían a conocerse como la Historia de Yacub dentro de las enseñanzas de Elijah Muhammad. En La Autobiografía de Malcolm X, Malcolm X habla de cuando se encuentra por primera vez con esta doctrina, aunque más tarde llegaría a arrepentirse de haber creído en ella.
Predicaba que el objetivo de la Nación del Islam era devolver a los negros de toda América la hegemonía robada a los blancos inferiores. Gran parte de las enseñanzas de Elijah Muhammad atraían a los jóvenes afroamericanos económicamente desfavorecidos y de origen cristiano. Tradicionalmente, los hombres negros no iban a la iglesia porque ésta no atendía sus necesidades. El programa de desarrollo económico de Elijah Muhammad desempeñó un papel importante en el crecimiento de la Nación del Islam. Compró terrenos y empresas para proporcionar vivienda y empleo a los jóvenes negros.
En la década de 1970, la Nación del Islam era propietaria de panaderías, peluquerías, cafeterías, tiendas de comestibles, lavanderías, clubes nocturnos, una imprenta, tiendas minoristas, numerosas propiedades inmobiliarias y una flota de camiones semirremolque, además de tierras de cultivo en Michigan, Alabama y Georgia. En 1972, la Nación del Islam adquirió el control de un banco, el Guaranty Bank and Trust Co. Las escuelas propiedad de la Nación del Islam se expandieron hasta que, en 1974, el grupo había establecido escuelas en 47 ciudades de todo Estados Unidos. En 1972, Muhammad dijo a sus seguidores que la Nación del Islam tenía un patrimonio neto de 75 millones de dólares.

## Consejos dietéticos
Muhammad fue autor de dos volúmenes Cómo comer para vivir que promovían pseudocientífica puntos de vista sobre la dieta y la nutrición. Muhammad sostenía que solo se debía hacer una comida al día como máximo y que si los negros comían solo una comida cada tres días nunca enfermarían y posiblemente vivirían 1000 años. Sostuvo que comer cerdo provocará el comportamiento depravado y la cultura de los occidentales blancos. Según Mahoma, la ternera, el cordero y el camello eran permisibles pero debían evitarse si era posible. Afirmó que "Alá nos prohíbe comer carne de cerdo o de pescado que pese 15 kilos o más".
En cuanto a las aves de corral, sólo las crías de paloma se consideraban limpias y si se comían debían cogerse directamente del nido. Según Muhammad, los guisantes y las batatas están prohibidos por Alá y muchos alimentos de color blanco son automáticamente malos para la salud. Muhammad argumentaba que los blancos intentaban destruir a los negros debilitando su salud con alimentos procesados inadecuados como galletas y pan blanco. Muhammad consideraba que la mayoría de las frutas y verduras eran seguras para el consumo "excepto la berza y la ensalada de nabo". En cuanto a las judías, sólo se podían comer judías blancas. Las alubias de Lima se consideraban un veneno que Mahoma creía que hacía explotar los estómagos de los negros. El arroz y las espinacas se permitían con moderación. No había restricciones sobre el ajo, las cebollas o el pan de trigo integral.
Mahoma declaró que obtenía sus consejos dietéticos de "Dios en Persona Maestro Fard Mahoma".

## Obras
- Muslim Daily Prayers (1957)
- The Supreme Wisdom, Vol. I & II (1957)
- Message to the Blackman in America (1965)
- How to Eat to Live, Vol. I (1967)
- How to Eat to Live, Vol. II (1972)
- The Fall of America (1973)
- Our Saviour Has Arrived (1974)
- The Flag of Islam (1974)

## Muerte
El 30 de enero de 1975, Muhammad ingresó en el Mercy Hospital de Chicago, Illinois, aquejado de una combinación de cardiopatía, diabetes, bronquitis y asma. Allí murió de insuficiencia cardíaca congestiva casi un mes después, a la edad de 77 años, el 25 de febrero, la víspera del Día de los Salvadores. Le sobrevivieron muchos hijos, entre ellos sus dos hijas y los seis hijos de su esposa, entre los que destaca el futuro líder musulmán Warith Deen Muhammad.
Fue enterrado junto a Clara en Mount Glenwood Memory Gardens South en Glenwood (Illinois).
Tras su muerte en 1975 la Nación del Islam se escindió en dos facciones, una de las cuales se acercaría más al islam tradicional.

## Legado
Durante su etapa como líder de la Nación del Islam, Muhammad hizo que ésta pasara de ser un pequeño movimiento en Detroit a un imperio formado por bancos, escuelas, restaurantes y tiendas en 46 ciudades de Estados Unidos. La Nación también poseía más de 15.000 acres de tierras de cultivo, sus propios sistemas de transporte aéreo y por camión, así como una editorial que imprimía el periódico negro más grande del país. Como líder, Muhammad sirvió de mentor a muchos miembros notables, entre ellos Malcolm X, Muhammad Ali, Louis Farrakhan y su hijo Warith Deen Mohammed. Se calcula que la Nación del Islam tiene entre 20.000 y 50.000 miembros, y 130 mezquitas que ofrecen numerosos programas sociales. 
A su muerte, le sucedió su hijo Warith Deen Mohammed. Warith disolvió la Nación del Islam en 1976 y fundó una organización islámica de tendencia ortodoxa, que llegó a conocerse como Sociedad Estadounidense de Musulmanes. La organización se disolvería, cambiaría de nombre y se reorganizaría muchas veces.
En 1977, Louis Farrakhan renunció a la organización reformada de Warith Deen y restableció la Nación del Islam original sobre los cimientos establecidos por Wallace Fard Muhammad y Elijah Muhammad. Farrakhan recuperó muchas de las propiedades originales de la Nación del Islam, incluida la Mezquita de la Sede Nacional nº 2 (Mezquita Maryam) y la Universidad Muhammad del Islam en Chicago.